# Zespół przyrodniczo-krajobrazowy „Las Golczewski”
Las Golczewski – zespół przyrodniczo-krajobrazowy położony na terenie Nadleśnictwa Rokita w województwie zachodniopomorskim, w gminie Golczewo, ok. 3 km na wschód-południowy wschód od Golczewa. Lasy Nadleśnictwa Rokita leżą w Krainie Bałtyckiej, w dzielnicy Niziny Szczecińskiej, organizacyjnie należą do Regionalnej Dyrekcji Lasów Państwowych w Szczecinie.
Zespół obejmuje obszar 205 ha lasów, torfowisk i śródleśnych wód. Drzewostany na tym terenie należą do najżyźniejszych i najbardziej cennych. Znajdują się tu wyłączone drzewostany nasienne dla klonu jawora, gospodarcze drzewostany nasienne dla dębu, buka, oraz liczne drzewa doborowe – najcenniejsze egzemplarze drzew wpisane do ogólnopolskiego banku genów. Starodrzewia bukowe, jaworowe, dąbrowy, lasy zbliżone do naturalnych.

## Turystyka
Na terenie zespołu jest ścieżka dydaktyczna o długości ok. 400 metrów przebiegająca przez wyłączony drzewostan jaworowy z okazałymi egzemplarzami drzew doborowych, pomnikiem przyrody ponad 400-letnim dębem „Władychem”, dystroficznym jeziorkiem i torfowiskiem, przy którym znajdują się gniazda gągołów. Teren zespołu stanowi matecznik wielu zwierząt, w tym gatunków rzadkich i chronionych związanych z biotopami i zagrożonych wpisanych do Polskiej Czerwonej Księgi Roślin.
Przez zespół przyrodniczo-krajobrazowy przechodzi  „Szlak przez „Las Golczewski” (o długości 15,5 km, szlak okrężny, zaczyna się i kończy w Golczewie).